# Арапов, Николай Иванович
Николай Иванович Ара́пов (1866—1914) — полковник, участник Первой мировой войны.

## Биография
Родился 16 августа 1866 года, сын крестьянина с. Таловка Камышинского уезда Саратовской губернии Арапова Ивана Алексеевича. Образование получил в Камышинском реальном училище, которое закончил 31 мая 1886 года и Тифлисском пехотном юнкерском училище, из которого выпущен в августе 1888 года прапорщиком в 74-й пехотный Ставропольский полк.
1 февраля 1889 года произведён в подпоручики и переведён в 75-й пехотный Севастопольский полк. 15 июня 1893 года произведен поручики со старшинством с 1 сентября 1892 года. В 1893—1896 годах Арапов прошёл курс наук в Николаевской академии Генерального штаба. Выпущенный из академии по 1-му разряду, Арапов 17 мая 1896 года был произведён в штабс-капитаны и назначен состоять при штабе Кавказского военного округа. С 11 июля того же года был старшим адъютантом штаба 2-й Кавказской казачьей дивизии а с 8 января 1898 года занимал такую же должность при штабе 1-й Кавказской казачьей дивизии, 5 апреля этого же года произведён в капитаны.
С 24 октября 1899 года по 24 октября 1900 года отбывал цензовое командование ротой в лейб-гвардии Финляндском полку. С 14 июня 1901 года был старшим адъютантом штаба Кавказского военного округа. 14 апреля 1902 года произведён в подполковники. С 26 мая по 26 сентября 1904 года командовал батальоном в 259-м пехотном резервном Горийском полку. Затем был исправляющим должность начальника штаба 2-й Кавказской казачьей дивизии и 15 февраля 1905 года был утверждён в этой должности.
2 апреля 1906 года произведён в полковники. 12 марта 1907 года назначен начальником штаба 12-й кавалерийской дивизии и 9 апреля 1910 года был переведён на такую же должность в 9-ю кавалерийскую дивизию.
3 июня 1911 года Арапов был получил в командование 15-й пехотный Шлиссельбургский полк, во главе которого встретил начало Первой мировой войны. Участвовал в августовских боях в Восточной Пруссии, а затем сражался в Польше.
Погиб в бою 15 ноября 1914 года у поселка Собота (теперь — сельский округ Ловичского повята, Лодзинского воеводства, Польша).
31 января 1915 года награждён орденом Св. Равноапостольного Князя Владимира 3-го ст. с мечами (посмертно, 18 мая 1915 года орденом св. Георгия 4-й степени (посмертно). 26 марта 1917 года произведен генерал-майоры (посмертно). Похоронен в г. Чернигове на Петропавловском кладбище.
Его братья Александр Иванович, участник собора Русской Православной Церкви 1917 года (род. 1869) и Василий Иванович (род. 1881).
Сыновья: Арапов Николай Николаевич (род. 1903), Арапов Владимир Николаевич (род. 1906)
Супруга: Мария Маврикиевна Арапова (дев. Фридман) (род. 1884). Брак заключен в сентябре (1902) года в Чернигове в Воскресенской церкви.
Тесть: Фридман Маврикий Романович, врач богоугодных заведений города Чернигова.

## Награды
Среди прочих наград Арапов имел ордена:
- Орден Святого Станислава 3-й степени (1901 год);
- Орден Святой Анны 3-й степени (1903 год);
- Орден Святого Станислава 2-й степени (28 февраля 1910 года, с отнесением на 6 декабря 1909 года);
- Орден Святой Анны 2-й степени (11 мая 1914 года);
- Орден Св. Равноапостольного Князя Владимира 3-го ст. с мечами (посмертно, 31 января 1915 года);
- Орден Св. Великомученика и Победоносца Георгия IV ст. (посмертно, 18 мая 1915 года).